# Chereas
Chereas is een monotypisch geslacht van kevers uit de familie van de boktorren (Cerambycidae). De wetenschappelijke naam van het geslacht werd voor het eerst geldig gepubliceerd in 1864 door James Thomson.
Thomson richtte het geslacht op voor Chereas octomaculata, de boktorrensoort die Jean Baptiste Lucien Buquet in 1857 had beschreven als Atelodesmis octomaculata. Die werd ontdekt in Brazilië.